# Butt Drugs
Butt Drugs fue una farmacia en Corydon, Indiana, Estados Unidos. Fundada en 1952 por William H. Butt, la tienda funcionó hasta 2023. Butt Drugs era conocido por su nombre inusual, su dispensador de refresco y su servicio. La tienda ganó más atención en 2010 cuando fue objeto de un comercial de las personalidades de YouTube Rhett y Link. Después de años de caída de las ventas, la tienda cerró en 2023.

## Historia
William H. Butt fundó la farmacia, originalmente conocida como William H. Butt Drugs y más tarde como Butt Rexall, en 1952. Estaba ubicado en 115 East Chestnut Street en el centro de Corydon, Indiana. En 1998, la farmacia tenía la franquicia Valu-Rite y acababa de completar una renovación. William Butt vendió la tienda a su nieta Katie Butt Beckort en 2001; ella había sido empleada de la tienda durante varios años antes.
La farmacia se destacó como una atracción local en Corydon, debido en parte a su nombre único; si bien su nombre proviene del apellido de su fundador, butt también quiere decir «trasero», el conjunto de dos nalgas. También conservó un dispensador de refresco operativa y ofreció tazas de café a 35 centavos a los clientes. Además, la tienda ofrecía servicio en la acera para entregar recetas a los vehículos de los clientes. Un artículo de 2019 publicado por WCPO afirmó que la tienda era conocida por su «prioridad en el servicio familiar» y era considerada una parte integral de la comunidad. Sus propietarios vendían productos que jugaban con el nombre de la empresa, como camisetas que decían I love Butt Drugs («Me encanta Butt Drugs») y riñonera s, que también se vendían en línea. Los propietarios hicieron más juegos de palabras con el nombre al nombrar su departamento de licores Butt Liquors y anunciar estacionamiento gratuito en la parte trasera del local.
En 2010, las personalidades de YouTube Rhett y Link prestaron más atención a la tienda cuando, como parte de un proyecto para filmar comerciales para pequeñas empresas locales, grabaron uno para Butt Drugs. El comercial muestra a los dos cantando un jingle sobre la tienda sobre imágenes de empleados y clientes. Un fan les recomendó el negocio a los dos y pensaron que la recomendación era una broma hasta que visitaron Corydon y consideraron que el negocio era adecuado para un comercial. Los empleados de Butt Drugs notaron que las ventas de camisetas para la tienda aumentaron considerablemente después de que el comercial de Rhett y Link se convirtiera en un video viral. El comercial también fue compartido en The Ellen DeGeneres Show y por Howard Stern.
A pesar de la popularidad de este comercial, la rentabilidad de la tienda continuó disminuyendo durante muchos años y finalmente cerró en mayo de 2023. Las recetas de los clientes fueron transferidas al CVS de la localidad. Después del cierre de la tienda, se reinstaló la fuente de refrescos en 1819 General Store en la cercana Elizabeth, Indiana.